# Diadexia argyropasta
Diadexia argyropasta là một loài bướm đêm trong họ Crambidae.